# Lluís Miquel Pérez Segura
Lluís Miquel Pérez Segura (Reus, 29 d'abril de 1956) és un polític català, alcalde de Reus de 1999 fins al 2011 i diputat al Congrés dels Diputats en la V i VI Legislatura i diputat al Parlament de Catalunya en la VII Legislatura.

## Biografia
Llicenciat en Filosofia i Lletres, especialitat en Història Contemporània, té una tesi doctoral sobre regionalisme econòmic i nacionalisme polític a Catalunya a la darreria del segle xix.
Ha treballat com a empleat de banca, es va afiliar al Partit dels Socialistes de Catalunya (PSC) i va succeir a Josep Abelló Padró, del seu mateix partit, i va ser reelegit a les següents eleccions. Fou nomenat regidor de serveis culturals de Reus, a les eleccions municipals espanyoles de 1987, 1991 i 1995. També fou elegit diputat a les eleccions generals espanyoles de 1993. Ha estat Secretari Primer de la Comissió d'Economia, Comerç i Hisenda del Congrés dels Diputats, portaveu de Comerç Exterior i posteriorment portaveu de Pressupostos.
Fou elegit alcalde de Reus a les eleccions municipals espanyoles de 1999. El 2002, l'Ajuntament per ell dirigit, crea el holding municipal Innova. Va ser elegit diputat a les eleccions al Parlament de Catalunya de 2003, en les que fou membre de les comissions d'Organització i Administració de la Generalitat i Govern Local i de la Sindicatura de Comptes, també fou president de la Comissió d'Economia i portaveu de Pressupostos. A les eleccions del 27 de maig del 2007 va tornar a ser el cap de la llista més votada. L'any 2011 va perdre les eleccions enfront del convergent Carles Pellicer i Punyed.
El 2013, l'ex-alcalde de Reus va ser imputat per un dels casos de corrupció municipal a Catalunya més importants de la darrera dècada, el conegut com a cas Innova. El maig de 2017, és exculpat de responsabilitat civil pel Tribunal de Comptes, juntament amb altres regidors municipals, d'una de les peces més importants del cas Innova, el cas Shirota.